# Collegio di Wakefield
Wakefield è stato un collegio elettorale inglese della Camera dei comuni del Parlamento del Regno Unito, situato nel West Yorkshire. Eleggeva un membro del Parlamento con il sistema maggioritario a turno unico; il collegio è stato abolito in occasione della revisione periodica del 2024.

## Estensione
- 1918–1950: il County Borough of Wakefield.
- 1950–1983: il County Borough of Wakefield, il distretto urbano di Horbury e parte del distretto rurale di Wakefield.
- 1983–1997: i ward della Città di Wakefield di Horbury, Wakefield Central, Wakefield East, Wakefield North, Wakefield Rural e Wakefield South.
- 1997–2010: i ward della Città di Wakefield di Wakefield Central, Wakefield East, Wakefield North e Wakefield Rural e i ward del Metropolitan Borough of Kirklees di Denby Dale e Kirkburton.
- 2010–2024: i ward della Città di Wakefield di Horbury and South Ossett, Ossett, Wakefield East, Wakefield North, Wakefield Rural e Wakefield West.

## Storia

### Collegi predecessori
Gli elettori dell'area, da cinque anni prima del Model Parliament del 1295 e fino al 1826, ebbero diritto a votare per due rappresentanti per il collegio di Yorkshire, la più grande contea della nazione. Dall'aprile 1794 al settembre 1812 uno dei due deputati eletti fu William Wilberforce, riconosciuto a livello internazionale come figura di punta nell'abolizione della schiavitù nel Regno Unito. Alla grande contea fu assegnata una rappresentanza ancora maggiore con il Reform Act 1832: gli elettori di Belle Vue, insieme ad altri proprietari non residenti nel Borough Parlamentare di Wakefield, ma che avevano proprietà in qualsiasi altra divisione della contea, poterono eleggere due deputati fino al 1885; queste divisioni divennero il collegio di West Riding of Yorkshire dal 1832 al 1865, e in seguito, fino al 1885, il collegio divenne Southern West Riding.

### Creazione
Wakefield divenne una divisione di contea con il Redistribution of Seats Act 1885, che incorporava come estensione l'area di Belle Vue nella parrocchia di Sandal Magna.

### Risultati
Wakefield elesse deputati laburisti dal 1932; l'entità della maggioranza fluttuò dalla maggioranza assoluta a maggioranze più risicate, con il maggiore vantaggio (30,8% sul secondo sfidante) nel 1966 e il vantaggio più stretto (con 360 voti sul secondo sfidante) nel 1983. Il risultato del 2015 fu la 27º maggioranza più risicata tra i 232 seggi laburisti. Nelle elezioni generali dal 1923 il secondo classificato è stato sempre un conservatore.

### Politici di primo piano
Arthur Greenwood fu succeduto da Clement Attlee come leader dell'Opposizione nel 1945, alcuni mesi prima dell'elezione in cui i laburisti vinsero. Greenwood era stato dal 1929 al 1931 Ministro di Stato (l'attuale Segretario di Stato) per la Salute nel secondo governo di Ramsay MacDonald; in questo ruolo, fece approvare lo Housing Act 1930 in entrambe le camere del Parlamento nonostante il governo di minoranza. La legge estese i sussidi per l'eliminazione dei quartieri baraccopoli, permettendo di costruire per gli ex residenti delle baraccopoli case a buon mercato e di maggiore qualità. Quando fu costituito il governo nel tempo di guerra, Winston Churchill nominò Greenwood ministro senza portafoglio nel 1940; proprio nel 1940 emerse come forte sostenitore di Churchill nei lunghi dibattiti del governo, sull'accettazione o sul rifiuto dell'offerta di pace da parte della Germania. Senza il voto a favore di Greenwood e attlee e senza le sue lotte, Churchill non avrebbe neanche avuto la risicata maggioranza che gli permise di andare avanti.
Arthur Creech Jones fu Segretario di Stato per le Colonie dall'ottobre 1946 al febbraio 1950; nel 1936 aveva spinto il governo a seguire l'esempio dell'Uganda e istituire un'istruzione tecnica in questi Paesi. Il Partito Laburista lo nominò nel Comitato Consultivo per l'Istruzione delle Colonie nel 1936, e ricoprì l'incarico per nove anni. Nel 1937 fu uno dei fondatori del Comitato per gli affari coloniali Trades Union Congress e nel 1940 fondò il Fabianesimo.

## Membri del Parlamento
| Elezione | Elezione                               | Deputato                | Partito          |
| -------- | -------------------------------------- | ----------------------- | ---------------- |
|          | 1832                                   | Daniel Gaskell          | Liberale         |
|          | 1837                                   | William Lascelles       | Conservatore     |
|          | 1841                                   | Joseph Holdsworth       | Liberale         |
|          | 1842 (S)                               | William Lascelles       | Conservatore     |
| 1847     | George Sandars                         |                         | Conservatore     |
| 1857     | John Charlesworth Dodgson-Charlesworth |                         | Conservatore     |
|          | 1859                                   | William Henry Leatham   | Liberale         |
| 1865     | William Henry Leatham                  |                         | Liberale         |
| 1868     | Somerset Archibald Beaumont            |                         | Liberale         |
|          | 1874                                   | Edward Green            | Conservatore     |
| 1874 (S) | Thomas Kemp Sanderson                  |                         | Conservatore     |
|          | 1880                                   | Robert Bownas Mackie    | Liberale         |
|          | 1885 (S)                               | Edward Green            | Conservatore     |
| 1892     | Albany Hawkes Charlesworth             |                         | Conservatore     |
| 1895     | Viscount Milton                        |                         | Conservatore     |
| 1902 (S) | Edward Allen Brotherton                |                         | Conservatore     |
|          | 1910                                   | Arthur Harold Marshall  | Liberale         |
|          | 1918                                   | Edward Allen Brotherton | Conservatore     |
| 1922     | Robert Geoffrey Ellis                  |                         | Conservatore     |
|          | 1923                                   | George Henry Sherwood   | Laburista        |
|          | 1924                                   | Robert Geoffrey Ellis   | Conservatore     |
|          | 1929                                   | George Henry Sherwood   | Laburista        |
|          | 1931                                   | George Brown Hillman    | Conservatore     |
|          | 1932 (S)                               | Arthur Greenwood        | Laburista        |
| 1954 (S) | Arthur Creech Jones                    |                         | Laburista        |
| 1964     | Walter Harrison                        |                         | Laburista        |
| 1987     | David Hinchliffe                       |                         | Laburista        |
| 2005     | Mary Creagh                            |                         | Laburista        |
|          | 2019                                   | Imran Ahmad-Khan        | Conservatore     |
|          | 2021                                   | Imran Ahmad-Khan        | Indipendente     |
|          | 2022 (S)                               | Simon Lightwood         | Laburista        |
|          | 2024                                   | Collegio abolito        | Collegio abolito |

## Risultati elettorali

### Elezioni negli anni 2020
| Partito                    | Partito                                           | Candidato                  | Risultati 23 giugno 2022 | Risultati 23 giugno 2022 |
| Partito                    | Partito                                           | Candidato                  | Voti                     | %                        |
| -------------------------- | ------------------------------------------------- | -------------------------- | ------------------------ | ------------------------ |
|                            | Laburista                                         | Simon Lightwood            | 13 166                   | 47,94                    |
|                            | Conservatore                                      | Nadeem Ahmed               | 8 241                    | 30,00                    |
|                            | Indipendente                                      | Akef Akbar                 | 2 090                    | 7,61                     |
|                            | Yorkshire                                         | David Herdson              | 1 182                    | 4,30                     |
|                            | Verdi                                             | Ashley Routh               | 587                      | 2,14                     |
|                            | Reform UK                                         | Chris Walsh                | 513                      | 1,87                     |
|                            | Lib Dem                                           | Jamie Needle               | 508                      | 1,85                     |
|                            | Britain First                                     | Ashlea Simon               | 311                      | 1,13                     |
|                            | Vari                                              | Altri sotto 1%             | 868                      | 3,16                     |
|                            |                                                   |                            |                          |                          |
| Iscritti                   | Iscritti                                          | Iscritti                   | 69 601                   | 100,00                   |
| ↳ Votanti (% su iscritti)  | ↳ Votanti (% su iscritti)                         | ↳ Votanti (% su iscritti)  | 27 466                   | 39,46                    |
| ↳ Astenuti (% su iscritti) | ↳ Astenuti (% su iscritti)                        | ↳ Astenuti (% su iscritti) | 42 135                   | 60,54                    |
|                            |                                                   |                            |                          |                          |
|                            | Esito: collegio passa da Conservatore a Laburista |                            |                          |                          |

### Elezioni negli anni 2010
| Partito                    | Partito                                           | Candidato                  | Risultati 12 dicembre 2019 | Risultati 12 dicembre 2019 |
| Partito                    | Partito                                           | Candidato                  | Voti                       | %                          |
| -------------------------- | ------------------------------------------------- | -------------------------- | -------------------------- | -------------------------- |
|                            | Conservatore                                      | Imran Ahmad-Khan           | 21 283                     | 47,27                      |
|                            | Laburista                                         | Mary Creagh                | 17 925                     | 39,81                      |
|                            | Brexit                                            | Peter Wiltshire            | 2 725                      | 6,05                       |
|                            | Lib Dem                                           | Jamie Needle               | 1 772                      | 3,94                       |
|                            | Yorkshire                                         | Ryan Kett                  | 868                        | 1,93                       |
|                            | Indipendente                                      | Stephen Whyte              | 454                        | 1,01                       |
|                            |                                                   |                            |                            |                            |
| Iscritti                   | Iscritti                                          | Iscritti                   | 70 192                     | 100,00                     |
| ↳ Votanti (% su iscritti)  | ↳ Votanti (% su iscritti)                         | ↳ Votanti (% su iscritti)  | 45 027                     | 64,15                      |
| ↳ Astenuti (% su iscritti) | ↳ Astenuti (% su iscritti)                        | ↳ Astenuti (% su iscritti) | 25 165                     | 35,85                      |
|                            |                                                   |                            |                            |                            |
|                            | Esito: collegio passa da Laburista a Conservatore |                            |                            |                            |

| Partito                    | Partito                                | Candidato                  | Risultati 8 giugno 2017 | Risultati 8 giugno 2017 |
| Partito                    | Partito                                | Candidato                  | Voti                    | %                       |
| -------------------------- | -------------------------------------- | -------------------------- | ----------------------- | ----------------------- |
|                            | Laburista                              | Mary Creagh                | 22 987                  | 49,67                   |
|                            | Conservatore                           | Antony Calvert             | 20 811                  | 44,96                   |
|                            | Yorkshire                              | Lucy Brown                 | 1 176                   | 2,54                    |
|                            | Lib Dem                                | Finbarr Cronin             | 943                     | 2,04                    |
|                            | Indipendente                           | Wajid Ali                  | 367                     | 0,79                    |
|                            |                                        |                            |                         |                         |
| Iscritti                   | Iscritti                               | Iscritti                   | 70 340                  | 100,00                  |
| ↳ Votanti (% su iscritti)  | ↳ Votanti (% su iscritti)              | ↳ Votanti (% su iscritti)  | 46 284                  | 65,80                   |
| ↳ Astenuti (% su iscritti) | ↳ Astenuti (% su iscritti)             | ↳ Astenuti (% su iscritti) | 24 056                  | 34,20                   |
|                            |                                        |                            |                         |                         |
|                            | Esito: collegio confermato a Laburista |                            |                         |                         |

| Partito                    | Partito                                | Candidato                  | Risultati 7 maggio 2015 | Risultati 7 maggio 2015 |
| Partito                    | Partito                                | Candidato                  | Voti                    | %                       |
| -------------------------- | -------------------------------------- | -------------------------- | ----------------------- | ----------------------- |
|                            | Laburista                              | Mary Creagh                | 17 301                  | 40,26                   |
|                            | Conservatore                           | Antony Calvert             | 14 688                  | 34,18                   |
|                            | UKIP                                   | Alan Hazelhurst            | 7 862                   | 18,30                   |
|                            | Lib Dem                                | Finbarr Cronin             | 1 483                   | 3,45                    |
|                            | Verdi                                  | Rebecca Thackray           | 1 069                   | 2,49                    |
|                            | TUSC                                   | Mick Griffiths             | 287                     | 0,67                    |
|                            | CISTA                                  | Elliot Barr                | 283                     | 0,66                    |
|                            |                                        |                            |                         |                         |
| Iscritti                   | Iscritti                               | Iscritti                   | 70 563                  | 100,00                  |
| ↳ Votanti (% su iscritti)  | ↳ Votanti (% su iscritti)              | ↳ Votanti (% su iscritti)  | 42 973                  | 60,90                   |
| ↳ Astenuti (% su iscritti) | ↳ Astenuti (% su iscritti)             | ↳ Astenuti (% su iscritti) | 27 590                  | 39,10                   |
|                            |                                        |                            |                         |                         |
|                            | Esito: collegio confermato a Laburista |                            |                         |                         |

| Partito                    | Partito                                | Candidato                  | Risultati 6 maggio 2010 | Risultati 6 maggio 2010 |
| Partito                    | Partito                                | Candidato                  | Voti                    | %                       |
| -------------------------- | -------------------------------------- | -------------------------- | ----------------------- | ----------------------- |
|                            | Laburista                              | Mary Creagh                | 17 454                  | 39,27                   |
|                            | Conservatore                           | Alex Story                 | 15 841                  | 35,64                   |
|                            | Lib Dem                                | David Smith                | 7 256                   | 16,33                   |
|                            | BNP                                    | Ian Senior                 | 2 581                   | 5,81                    |
|                            | Verdi                                  | Miriam Hawkins             | 873                     | 1,96                    |
|                            | Indipendente                           | Mark Harrop                | 439                     | 0,99                    |
|                            |                                        |                            |                         |                         |
| Iscritti                   | Iscritti                               | Iscritti                   | 70 883                  | 100,00                  |
| ↳ Votanti (% su iscritti)  | ↳ Votanti (% su iscritti)              | ↳ Votanti (% su iscritti)  | 44 444                  | 62,70                   |
| ↳ Astenuti (% su iscritti) | ↳ Astenuti (% su iscritti)             | ↳ Astenuti (% su iscritti) | 26 439                  | 37,30                   |
|                            |                                        |                            |                         |                         |
|                            | Esito: collegio confermato a Laburista |                            |                         |                         |

### Elezioni negli anni 2000
| Partito                    | Partito                                | Candidato                  | Risultati 5 maggio 2005 | Risultati 5 maggio 2005 |
| Partito                    | Partito                                | Candidato                  | Voti                    | %                       |
| -------------------------- | -------------------------------------- | -------------------------- | ----------------------- | ----------------------- |
|                            | Laburista                              | Mary Creagh                | 18 802                  | 43,37                   |
|                            | Conservatore                           | Alec Shelbrooke            | 13 648                  | 31,48                   |
|                            | Lib Dem                                | David Ridgway              | 7 063                   | 16,29                   |
|                            | BNP                                    | Grant Rowe                 | 1 328                   | 3,06                    |
|                            | Verdi                                  | Derek Hardcastle           | 1 297                   | 2,99                    |
|                            | UKIP                                   | John Upex                  | 439                     | 1,01                    |
|                            | Democratici                            | Adrian McEnhill            | 356                     | 0,82                    |
|                            | Alternativa Socialista                 | Mick Griffiths             | 319                     | 0,74                    |
|                            | Laburista Socialista                   | Linda Sheridan             | 101                     | 0,23                    |
|                            |                                        |                            |                         |                         |
| Iscritti                   | Iscritti                               | Iscritti                   | 73 155                  | 100,00                  |
| ↳ Votanti (% su iscritti)  | ↳ Votanti (% su iscritti)              | ↳ Votanti (% su iscritti)  | 43 381                  | 59,30                   |
| ↳ Astenuti (% su iscritti) | ↳ Astenuti (% su iscritti)             | ↳ Astenuti (% su iscritti) | 29 774                  | 40,70                   |
|                            |                                        |                            |                         |                         |
|                            | Esito: collegio confermato a Laburista |                            |                         |                         |

| Partito                    | Partito                                | Candidato                  | Risultati 7 giugno 2001 | Risultati 7 giugno 2001 |
| Partito                    | Partito                                | Candidato                  | Voti                    | %                       |
| -------------------------- | -------------------------------------- | -------------------------- | ----------------------- | ----------------------- |
|                            | Laburista                              | David Hinchliffe           | 20 592                  | 49,92                   |
|                            | Conservatore                           | Thelma Karran              | 12 638                  | 30,63                   |
|                            | Lib Dem                                | Dale Douglas               | 5 097                   | 12,36                   |
|                            | Verdi                                  | Sarah Greenwood            | 1 075                   | 2,61                    |
|                            | UKIP                                   | Janice Cannon              | 677                     | 1,64                    |
|                            | Laburista Socialista                   | Abdul Aziz                 | 634                     | 1,54                    |
|                            | Alleanza Socialista                    | Mick Griffiths             | 541                     | 1,31                    |
|                            |                                        |                            |                         |                         |
| Iscritti                   | Iscritti                               | Iscritti                   | 75 695                  | 100,00                  |
| ↳ Votanti (% su iscritti)  | ↳ Votanti (% su iscritti)              | ↳ Votanti (% su iscritti)  | 41 254                  | 54,50                   |
| ↳ Astenuti (% su iscritti) | ↳ Astenuti (% su iscritti)             | ↳ Astenuti (% su iscritti) | 34 441                  | 45,50                   |
|                            |                                        |                            |                         |                         |
|                            | Esito: collegio confermato a Laburista |                            |                         |                         |

## Risultati dei referendum

### Referendum sulla permanenza del Regno Unito nell'Unione europea del 2016
|             | Collegio  | Lasciare UE % | Rimanere in UE % |
| ----------- | --------- | ------------- | ---------------- |
|             | Wakefield | 62,6%         | 37,4%            |
| Inghilterra | 53,3%     | 46,7%         |                  |
| Regno Unito | 51,9%     | 48,1%         |                  |